# Мили-Маунтинс
Национальная парковая резервация Мили-Маунтинс (англ. Mealy Mountains National Park Reserve) — планируемый национальный парк Канады, расположенный на северо-востоке материковой части канадской провинции Ньюфаундленд и Лабрадор.

## Физико-географическая характеристика
Мили - горы высотой до 1100 метров, покрытые ледниками или скудной растительностью, которые дали название местности. У подножия гор расположено озеро Мелвилл. Восточнее гор тундра сменяется на лесной ландшафт, который в свою очередь уменьшается по мере приближения к холодным водам Лабрадорского моря. На побережье находится нетронутый песчаный пляж протяжённостью 50 км, который носит название Wunderstrand. Пляж упоминается в сагах викингов.
Озеро Мелвилл соединено протоками с заливом Гамильтон на восточном берегу полуострова Лабрадор. Озеро связано с такими крупными реками региона как Наскаупи и Черчилл. По территории парка протекают реки Уайт-Бир, Норт-Ривер и Инглиш-Ривер, в водах которых водится атлантический лосось и форель. В горах и на южном побережье острова Мелвилл обитают стада оленей карибу, волки, чёрные медведи, лисы и куницы. Северное побережье является важным местом стоянки перелётных птиц.
Новый национальный парк будет представлять регион East Coast Boreal Region и будет самым большим парком в восточной Канаде.

## Охрана территории
В марте 2001 года началось изучение возможности создания национального парка Мили-Маунтинс. Совещания проходили на озере Мелвилл в 2002, 2003, 2006 и 2008 годах. Основной проблемой считается сохранение традиционной активности коренных жителей на территории планируемого парка, а также отсутствие соглашений между правительством Канады и организациями коренных жителей по поводу раздела земли.
В работах принимали участие агентство парки Канады, правительство Ньюфаундленда и Лабрадора, правительства первых наций нунатсиавут и инну, метисов Лабрадора, а также ряд экономических организаций.